# بيتار أنجيلوف
بيتار أنجيلوف (بالبلغارية: Петър Ангелов)‏ هو ضابط بلغاري، ولد في 19 يوليو 1878 في هاسكوفو في بلغاريا، وتوفي في 9 أغسطس 1923 في صوفيا في بلغاريا.